# Spittewitz

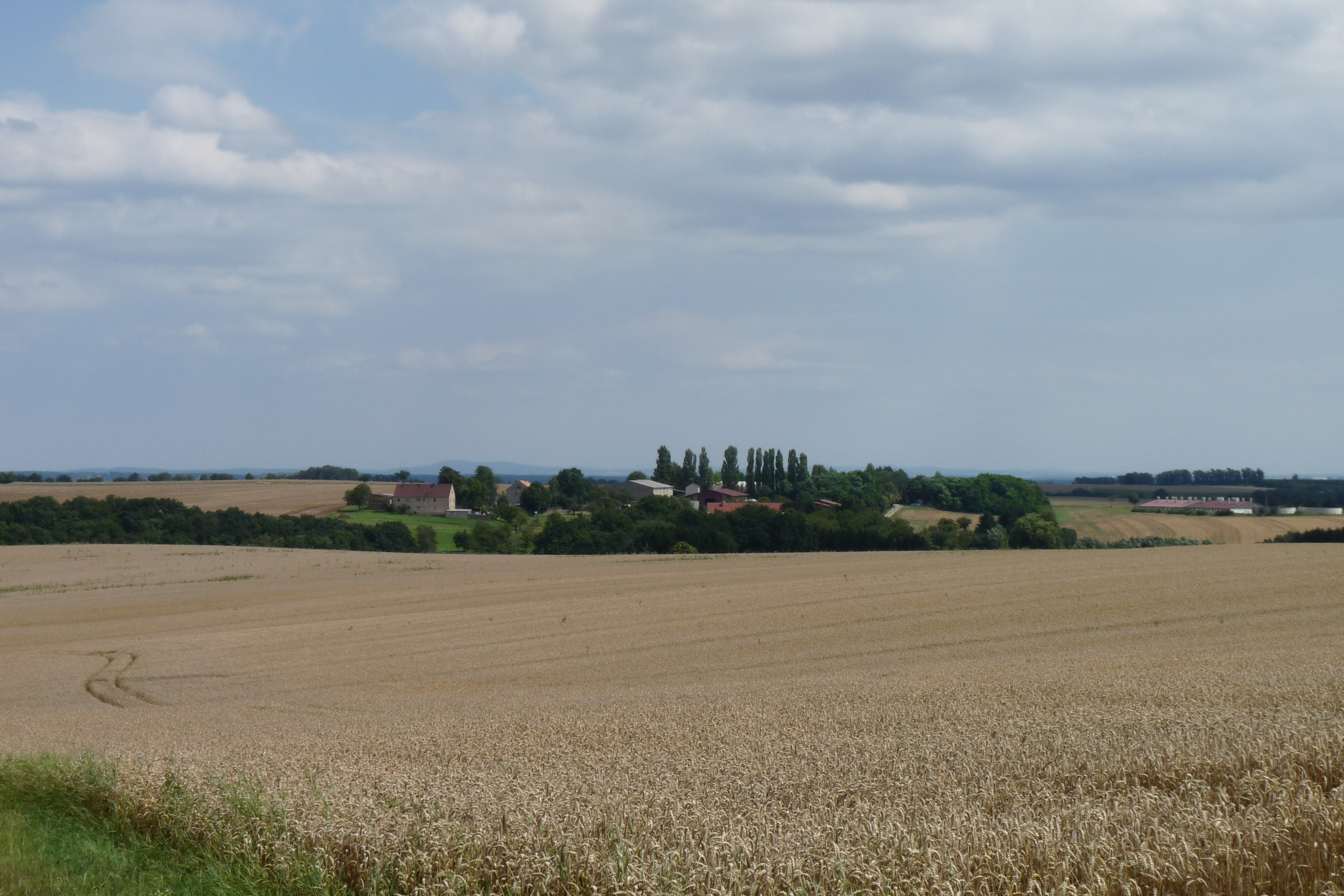
Blick auf Spittewitz vom Friedhof Polenz aus

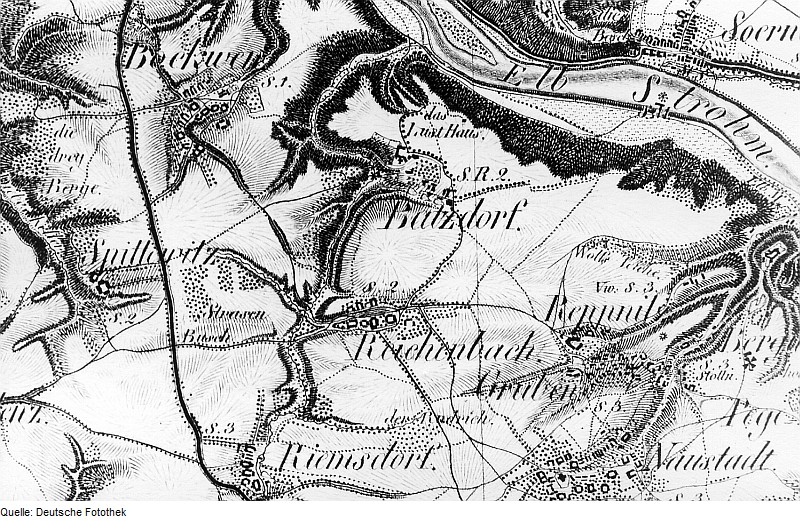
Spittewitz auf einer Karte aus dem 19. Jahrhundert

Spittewitz ist ein Ortsteil in der Gemeinde Klipphausen im Landkreis Meißen, Sachsen.

## Geographie
Spittewitz liegt südlich von Meißen im Meißner Hochland. Das Dorf ist umgeben vom Meißner Ortsteil Buschbad im Nordwesten, Bockwen im Nordosten, Reichenbach und Batzdorf im Osten, Riemsdorf im Süden und Polenz im Westen. Unmittelbar östlich des Ortes verläuft die Staatsstraße 177. Ein Vierseithof im Ort ist als Kulturdenkmal geschützt (siehe Liste der Kulturdenkmale in Spittewitz).

## Geschichte
Erstmals urkundlich erwähnt wurde das Dorf 1350 als „Spitewicz“, 1428 heißt es „Sputenwitz“ und 1461 taucht es erstmals unter seinem heutigen Namen in einer Urkunde auf. Verwaltet wurde das Dorf vom Erbamt Meißen. Die Grundherrschaft übten die Herren von Schloss Batzdorf aus. Der Bauernweiler verfügte 1884 über eine 56 Hektar große Großblockflur. Ursprünglich bildete es gemeinsam mit Reichenbach eine Gemeinde, wurde am 1. Juli 1950 jedoch Bockwen zugeschlagen und kam mit diesem am 1. Januar 1973 zur Gemeinde Bockwen-Polenz. Am 1. April 1993 wurde Spittewitz als Teil von Bockwen-Polenz nach Scharfenberg eingegliedert, das wiederum seit dem 1. Januar 1999 gemeinsam mit den Ortschaften Klipphausen und Gauernitz die Gemeinde Klipphausen bildet.

### Einwohnerentwicklung
| Jahr    | Einwohner                    |
| ------- | ---------------------------- |
| 1547    | 2 besessene Mann, 6 Inwohner |
| 1764    | 2 besessene Mann             |
| 1834    | 23                           |
| 1871    | 16                           |
| 1890    | 23                           |
| ab 1910 | siehe Reichenbach            |
| ab 1950 | siehe Bockwen                |

## Persönlichkeiten
- Otto Lyon (* 10. Januar 1853 in Spittewitz; † 1. Juli 1912 in Dresden), deutscher Gymnasiallehrer, Germanist, pädagogischer Schriftsteller und Dresdner Stadtschulrat